# IPod Classic
L'iPod Classic és un model portàtil de reproducció multimèdia iPod. Dissenyat i comercialitzat per Apple Inc..
Té capacitat per a emmagatzemar fins a 160GB en un disc dur. Inclou una interfície diferent als seus predecessors, amb doble pantalla, en la qual apareixen els menús i les caràtules dels discos. El seu disseny és metal·litzat, existint en els colors plata, blanc i negre.

## Característiques
Igual que l'iPod nano (a partir de la seva tercera generació), permet buscar els àlbums a través de les seves portades. La seva grandària és menor que el de les versions anteriors. Les seves dimensions són 103.5 mm d'altura, 61.8 mm d'amplària, 10.5 mm de grossor. L'empaquetatge inclou auriculars, cable USB i adaptador per al dock. En l'iPod classic pots dur fins a 30.000 cançons, 150 hores de vídeo o 25.000 fotos.
Té una pantalla LCD en color de 2.5 polzades amb retroiluminació per LED, amb una resolució de 320 per 240 píxel. Pot reproduir vídeos en formats mp4, m4v i mov. També reproduïx els formats d'àudio aac (de 16 a 320 Kb/s), aac protegit (de la iTunes Store), mp3 (de 16 a 320 Kb/s), mp3 vbr, audible (formats 2, 3 i 4), apple lossless, wav i aiff.
Pot mostrar diferents tipus de caràcters simultàniament, i el menú pot veure's en els idiomes alemany, txec, xinès simplificat i tradicional, coreà, danès, castellà, finès, francès, grec, hongarès, anglès, italià, japonès, neerlandès, noruec, polonès, portuguès, rus, suec i turc. Els límits de volum són configurables.